# Eneagramă

Versiunea întrețesută a lui {9/2}

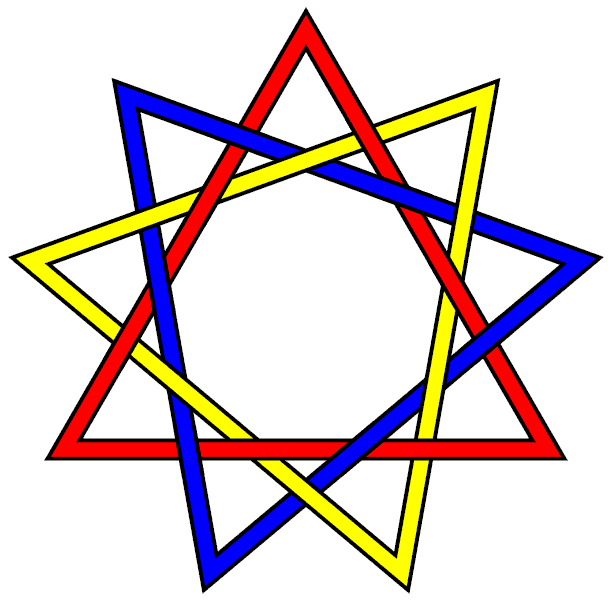
Compusul {9/3} împletit brunnian

În geometrie o eneagramă este un poligon stelat cu nouă vârfuri, cu simbolul Schläfli {9/2}, respectiv {9/4}.
Denumirea eneagramă combină prefixul numeric enea- cu sufixul -gramă, care derivă din greacă γραμμῆ, care înseamnă o dreaptă.

## Eneagrame regulate
O eneagramă regulată este un poligon stelat cu 9 laturi. Este construit folosind aceleași puncte ca și eneagonul regulat, dar punctele sunt conectate în pași ficși. Există două forme de eneagrame regulate:
- La una din forme pasul stelării leagă fiecare al doilea punct și este reprezentată de simbolul Schläfli {9/2}.
- La cealaltă formă, numită uneori marea eneagramă, pasul stelării leagă fiecare al patrulea punct și este reprezentată de simbolul Schläfli {9/4}.

Există și un poligon stea, {9/3} sau 3{3}, făcută din punctele eneagonului regulat, dar conectată ca un compus de trei triunghiuri echilaterale. (Dacă triunghiurile sunt întrețesute alternativ, rezultă o împletitură brunniană.) Această figură stelată este uneori cunoscută drept „steaua lui Goliath”, prin analogie cu {6/2} sau 2{3}, steaua lui David.
| Compus          | Stelat regulat | Compus regulat | Stelat regulat |
| --------------- | -------------- | -------------- | -------------- |
|                 |                |                |                |
| Graf complet K9 | {9/2}          | {9/3} sau 3{3} | {9/4}          |

## Mărimi asociate

### Eneagrama {9/2}
Coordonatele carteziene ale vârfurilor sunt:
{\displaystyle (1,0)},
{\displaystyle (\cos(2\pi /9),\pm \sin(2\pi /9))},
{\displaystyle (\cos(4\pi /9),\pm \sin(4\pi /9))},
{\displaystyle (-1/2,\pm {\sqrt {3}}/2)},
{\displaystyle (\cos(8\pi /9),\pm \sin(8\pi /9))}.
Unghiurile interne sunt
{\displaystyle {\frac {5\pi }{9}}=100^{\circ }.}
Raza circumscrisă pentru lungimea laturii a este
{\displaystyle R=\left(2\sin {\frac {2\pi }{9}}\right)^{-1}a\approx 0,777862~a.}
Raza înscrisă pentru lungimea laturii a este
{\displaystyle r=\left(2\tan {\frac {2\pi }{9}}\right)^{-1}a\approx 0,595877~a.}
Aria pentru lungimea laturii a este
{\displaystyle A=9\left(4\tan {\frac {2\pi }{9}}\right)^{-1}a\approx 2,681446~a^{2}.}

### Eneagrama {9/4}
Coordonatele carteziene ale vârfurilor sunt:
{\displaystyle (1,0)},
{\displaystyle (\cos(2\pi /9),\pm \sin(2\pi /9))},
{\displaystyle (\cos(4\pi /9),\pm \sin(4\pi /9))},
{\displaystyle (-1/2,\pm {\sqrt {3}}/2)},
{\displaystyle (\cos(8\pi /9),\pm \sin(8\pi /9))}.
Unghiurile interne sunt
{\displaystyle {\frac {\pi }{9}}=20^{\circ }.}
Raza circumscrisă pentru lungimea laturii a este
{\displaystyle R=\left(2\sin {\frac {4\pi }{9}}\right)^{-1}a\approx 0,507713~a.}
Raza înscrisă pentru lungimea laturii a este
{\displaystyle r=\left(2\tan {\frac {4\pi }{9}}\right)^{-1}a\approx 0,088163~a.}
Aria pentru lungimea laturii a este
{\displaystyle A=9\left(4\tan {\frac {4\pi }{9}}\right)^{-1}a\approx 0,396736~a^{2}.}

## Alte figuri eneagramice
| | |                               |                                                          |
| Stelarea finală a icosaedrului este un poliedru stelat înfășurat 9/4, dar vârfurile nu sunt egal distanțate | Eneagrama personalității este o eneagramă neregulată constând dintr-un triunghi echilateral și o hexagramă neregulată bazată pe numărul 142857 | Steaua Bahá'í cu nouă vârfuri | Stea cu nouă vârfuri în formă de compus eneagramic {9/3} |

Steaua cu nouă colțuri poate simboliza în unele culte nouă fructe ale Duhului Sfânt.